# Knowledge Ecology International
Pour les articles homonymes, voir KEI.
Knowledge Ecology International (KEI) est une organisation non gouvernementale (ONG) américaine, fondée par Ralph Nader en 1995 sous le nom de Consumer Project on Technology. KEI est dirigé aujourd'hui par James Love.
Active dans le secteur dit du public interest law, elle milite en particulier dans ce qui relève de la propriété intellectuelle et de ses effets sur la santé publique, dans le droit de l'Internet et du commerce en ligne, et dans la politique antitrust. Elle s'est opposée au monopole de Microsoft et de l'ICANN, ainsi qu'à la brevetabilité des logiciels et des brevets sur les méthodes de commerce (en:Business method patent). KEI a récemment déposé, sans succès, une demande FOIA de déclassification des documents concernant les négociations autour de l'Accord commercial anti-contrefaçon. L'ONG travaille avec d'autres associations pour transformer l'Organisation mondiale de la propriété intellectuelle en un organisme opérant davantage sur le mode d'une agence de l'ONU.